# Larca rotunda
Espèce
Synonymes
- Archeolarca rotunda Hoff & Clawson, 1952

Larca rotunda est une espèce de pseudoscorpions de la famille des Larcidae.

## Distribution
Cette espèce est endémique des États-Unis. Elle se rencontre en Utah, au Nouveau-Mexique et en Oregon.

## Habitat
Elle a été observée dans le terrier de Neotoma cinerea et Erethizon dorsata epixanthus.

## Description
Le mâle holotype mesure 2,45 mm, les mâles mesurent de 2,4 à 2,5 mm et les femelles de 2,45 à 2,6 mm

## Systématique et taxinomie
Cette espèce a été décrite sous le protonyme Archeolarca rotunda par Hoff et Clawson en 1952. Elle est placée dans le genre Larca par Harvey et Wynne en 2014.

## Publication originale
- Hoff & Clawson, 1952 : Pseudoscorpions from rodent nests. American Museum Novitates, no 1585, p. 1-38 (texte intégral).